# Albert Apponyi
Apponyi em 1910 (fotografia de Ferenc Veress)
Albert György Gyula Mária Apponyi, Conde de Nagyappony (em húngaro: Gróf nagyapponyi Apponyi Albert György Gyula Mária; Viena, 29 de maio de 1846 — Genebra, 7 de fevereiro de 1933) foi um aristocrata e político húngaro. Foi membro do conselho da Academia de Ciências da Hungria, presidente da Academia de Ciências de Santo Estêvão de 1921 a 1933 e cavaleiro do Tosão de Ouro da Áustria desde 1921. Foi indicado cinco vezes ao Prêmio Nobel da Paz.

## Juventude
Albert Apponyi nasceu em 29 de maio de 1846, em Viena, onde seu pai, o conde György Apponyi, era o chanceler húngaro residente na época. Pertencia a uma antiga família nobre que remontava ao século XIII. Sua mãe, a condessa Júliane Sztáray de Nagymihály et Sztára (1820–1871), também pertencia a uma nobreza húngara igualmente antiga.

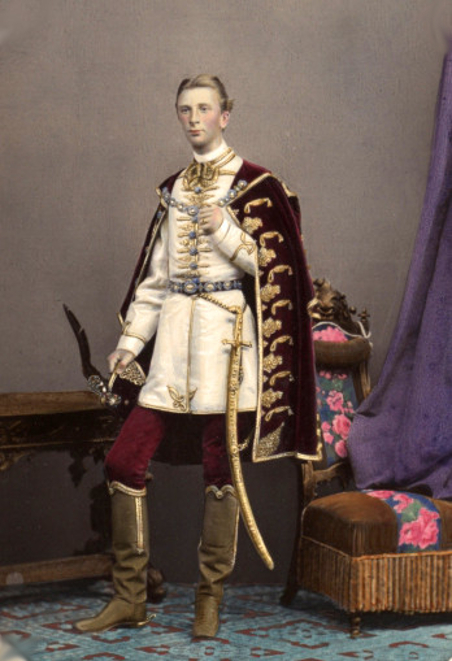
Albert Apponyi aos 21 anos

Enquanto outros aristocratas húngaros, como István Széchenyi ou Lajos Batthyány, tiveram que aprender húngaro separadamente no mundo aristocrático da época, Albert Apponyi cresceu em uma família conservadora dos Apponyi, tendo o húngaro como língua materna, mas dominava vários idiomas da Europa Ocidental desde cedo.
Foi educado no instituto jesuíta em Kalksburg (Baixa Áustria) até 1863, depois estudou direito em Peste e Viena. Após concluir seus estudos, passou um longo período (de 1868 a 1870) no exterior, como era de costume na época, principalmente na Alemanha, Inglaterra e França, onde foi apresentado à aristocracia monárquica. Entre os aristocratas franceses, ele foi particularmente influenciado pelo conde Charles de Montalembert. Foi em sua casa que ele conheceu Pierre-Guillaume-Frédéric Le Play, o famoso sociólogo conservador cujo trabalho teria uma grande influência em seu desenvolvimento intelectual. Apesar de possuir uma casa em Londres, ele passava a maioria do tempo com a família real britânica no Palácio de Buckingham, devido à sua estreita amizade com a Rainha Vitória e Eduardo VII.
Além de seu talento como orador e fluência em seis idiomas, Albert Apponyi tinha amplos interesses fora da política, abrangendo filosofia, literatura e, especialmente, música e religião, como o catolicismo romano. Visitou os Estados Unidos três vezes, a primeira em 1904 e a última em 1924, onde participou de turnês de palestras e fez amizade com figuras públicas importantes, incluindo os presidentes Theodore Roosevelt e William Howard Taft. Ele também visitou o Egito duas vezes, inclusive em 1869, quando foi convidado para a inauguração do Canal de Suez.
Era proprietário do castelo da família em Éberhard (atual Malinovo, Eslováquia), onde recebeu convidados, inclusive Theodore Roosevelt, durante sua viagem pela Europa em 1910. Roosevelt descreveu Apponyi como “um liberal avançado em questões políticas, mas também em questões eclesiásticas” e “como um liberal americano do melhor tipo”.
Ele considerou que sua primeira atividade política foi o papel que desempenhou ao lado de Ferenc Deák como estudante universitário, quando estava presente como intérprete italiano em uma reunião com uma delegação da Dalmácia.

## Carreira política
O Conde Albert Apponyi tornou-se membro do Parlamento húngaro em 1872 e permaneceu como membro quase ininterruptamente até sua morte.

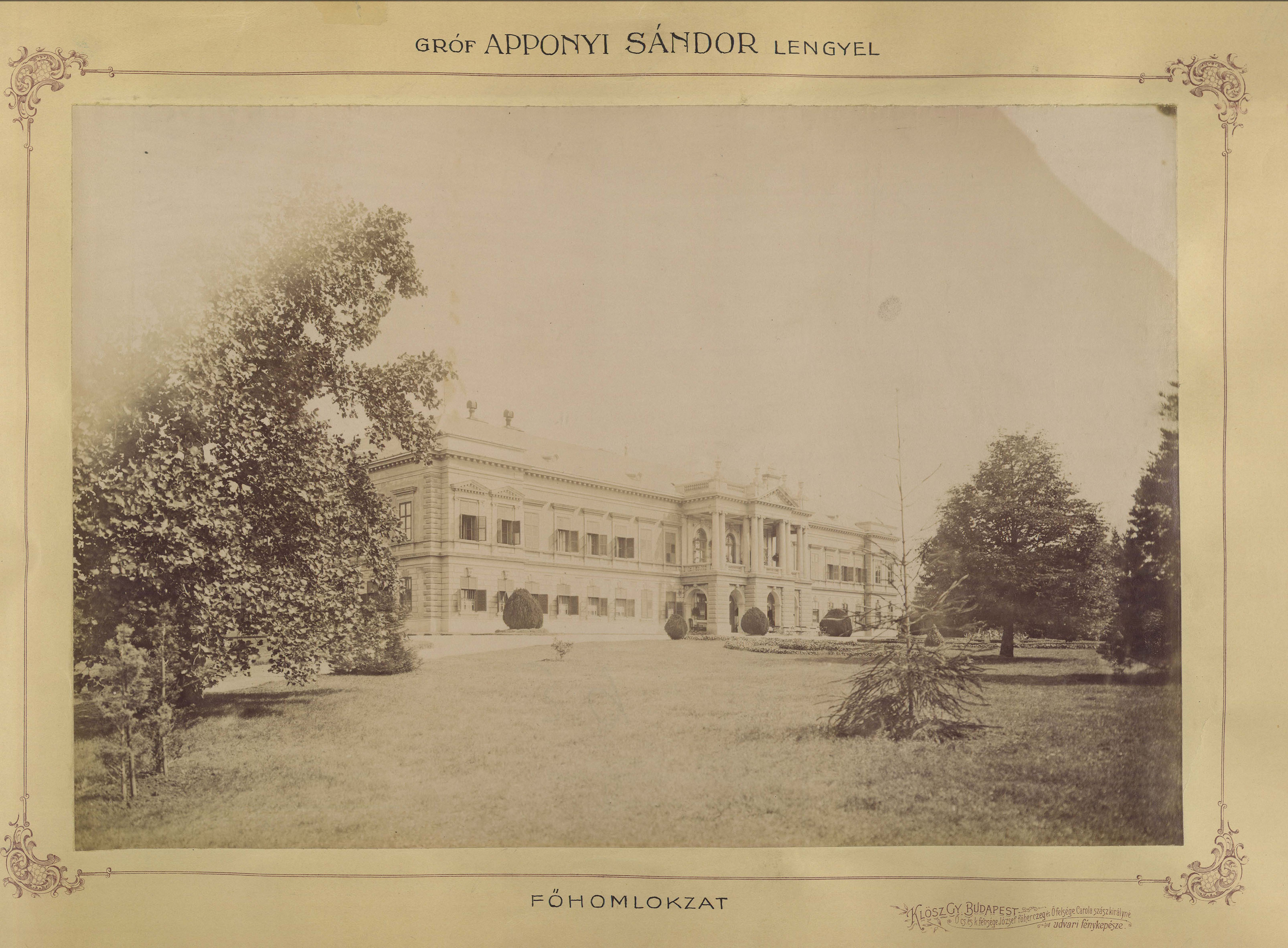
Castelo Apponyi em Lengyel

Ao voltar para casa depois de suas viagens ao exterior, ele logo se viu no meio da vida política da época. Em 1872, foi eleito membro do Parlamento húngaro pela primeira vez e, depois disso, foi membro da legislatura húngara até sua morte, praticamente sem interrupções. Ele conquistou seu primeiro mandato no distrito de Szentendre como membro da plataforma de Ferenc Deák. “Todos me receberam com certa curiosidade”, escreve ele em suas memórias sobre sua primeira aparição na Câmara dos Deputados, “mas, poucos com simpatia. A esquerda me considerava o filho dos conservadores, os partidários liberais de Deák me viam como o representante de uma ação ultramontana”. No entanto, a curiosidade logo foi substituída por um caloroso interesse, pois suas habilidades oratórias causaram sensação desde a primeira vez em que falou (no debate detalhado sobre o orçamento de 1873, ele apoiou a criação de uma Academia Nacional de Música).
Nas eleições gerais de 1875 — os mandatos do Parlamento ainda eram de três anos — perdeu as eleições em três lugares: em Kőszeg, em um distrito de Bačka e em um distrito de Oláh, na Transilvânia. Fracassou nas eleições, não dos Cárpatos ao mar Adriático, mas do rio Váh ao rio Olt, do rio Danúbio ao rio Tisza. Somente em 1877 ele foi eleito, mas dessa vez por unanimidade, no agora no assento vago do distrito de Bobrov, no condado de Árva, na plataforma do partido conservador de Pál Sennyey. Até então, ele representava a posição desse partido na Câmara Alta do Parlamento (Câmara dos Magnatas).

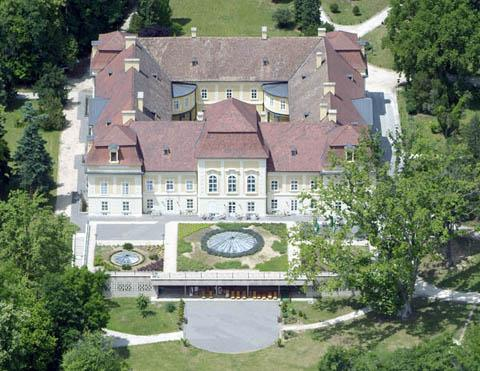
Castelo Apponyi em Hőgyész

Após a aposentadoria do Barão Pál Sennyey (1878), quando seu partido conservador, o extraordinário grupo partidário de Dezső Szilágyi e o Partido Libertário Independente se fundiram para formar a oposição unida (moderada) (“o partido da argamassa”, como Gyula Verhovay o chamou), ele se juntou a ele, e suas habilidades o tornaram líder desse partido após a saída de Dezső Szilágyi. Seu partido recebeu o nome de Partido Nacional em outubro de 1892 e permaneceu com esse nome até fevereiro de 1900, quando se fundiu com o Partido Libertário. Em 1889, ele liderou todos os partidos de oposição no debate sobre o desenvolvimento do exército memorável, exigindo a afirmação dos direitos nacionais garantidos pelo Compromisso. Essa luta interrompeu o reinado de quinze anos do Primeiro-Ministro Kálmán Tisza, e sua queda veio logo em seguida (1890).
O sucessor de Tisza, o Primeiro-Ministro Gyula Szapáry, foi inicialmente apoiado por Apponyi, mas este se voltou contra ele quando, em vez do projeto de lei original sobre reforma administrativa, ele teria se contentado com uma lei que declarava que a administração pública era uma função do Estado. Em seguida, ele passou a fazer oposição permanente quando Szapáry solicitou e recebeu uma medida provisória em outubro de 1891 para dissolver o parlamento. A dissolução foi realizada, mas a oposição, e com ela o Partido Nacional, saiu fortalecida da luta eleitoral, conduzida em uma situação de exílio em 1892. Szapáry foi derrotado no mesmo ano, e Apponyi teve um papel importante em sua queda.

### Conselheiro de Francisco José
Seguiu-se uma crise séria e longa, durante a qual Francisco José buscou a opinião de Apponyi, e que terminou com a nomeação do Barão Dezső Bánffy, então Presidente da Câmara dos Deputados, como Primeiro-Ministro em 17 de janeiro de 1895. Bánffy convidou Apponyi para conversas formais sobre a fusão, mas essas conversas terminaram inconclusivamente, pois Bánffy condicionou a fusão à renúncia dos requisitos militares nacionais.
Foi nesse ano que o conde Albert Apponyi apareceu pela primeira vez na União Interparlamentar. A conferência foi realizada em Bruxelas, e Bánffy deu início à forte participação do parlamento húngaro, pois, com as próximas comemorações do milênio do Estado húngaro, ele queria convidar a conferência a ser realizada no ano seguinte em Budapeste, e esperava-se que uma grande batalha se desenvolvesse em torno desse convite. A delegação húngara teve um sucesso brilhante: Budapeste foi aceita como o local da próxima conferência por maioria de votos, com somente cinco votos contra.

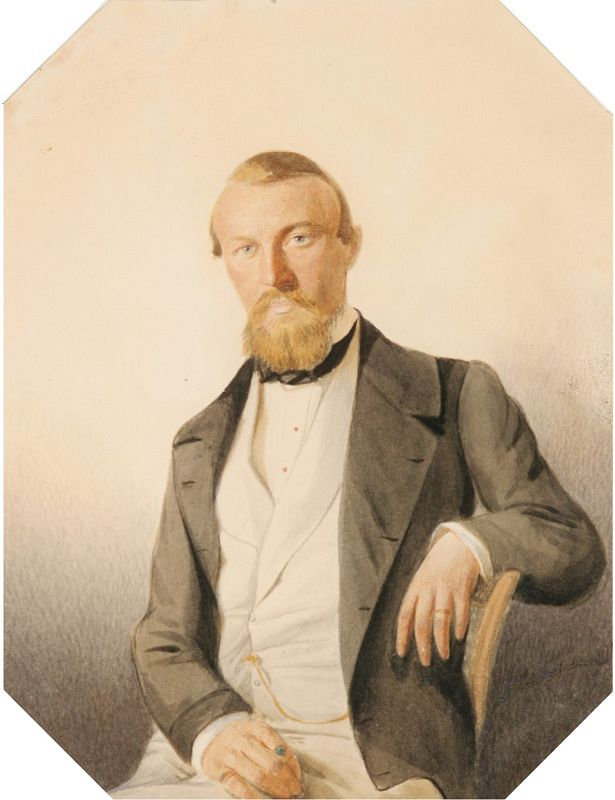
Retrato de Albert Apponyi por Miklós Barabás

No final do ano, a oposição, liderada por Apponyi, estava novamente em guerra com o governo. Apponyi ficou tão entusiasmado com a ideia das próximas comemorações do milênio que, no dia de Natal, proclamou uma treuga Dei no órgão de seu partido, o Jornal Nacional. Entretanto, 1896 ainda não havia terminado quando a luta de Apponyi contra Bánffy recomeçou, pois o governo recorreu a todos os meios de violência e corrupção nas eleições gerais daquele ano. Apponyi foi impiedoso em seu flagelo contra os abusos e a corrupção pública nos jornais, e depois se voltou contra ele pela chamada “cláusula de Ischl”. Entretanto, ele ainda não participou da obstrução parlamentar resultante, pois a considerava medicina pejor morbo (remédio pior que doença). A briga acabou levando à queda de Bánffy.
Seguiu-se o governo de Kálmán Széll. Apponyi chegou a um acordo com Széll e se uniu ao Partido Libertário com seu partido. Pouco tempo depois, a Dieta de 1901 o elegeu presidente e, no mesmo ano, ele se tornou um conselheiro privado interno de fato do rei. Antes que o projeto de lei de recrutamento de 1903 fosse discutido, ele apresentou seu programa militar, solicitando a implementação das chamadas concessões nacionais, mas concordou em adiar a questão até que a nova lei de defesa fosse implementada. Por esse motivo, ele não aprovou a obstrução do Partido da Independência ao projeto de lei de recrutamento, mas, como presidente, conduziu as negociações da Câmara, muitas vezes tempestuosas, objetivamente e solicitou às delegações que o visitaram que mantivessem sua confiança no Parlamento. Após a renúncia de Széll, em 1 de julho de 1903, para interromper a obstrução, ele renunciou à presidência e fez um discurso a favor da paz parlamentar, mas a obstrução continuou até a segunda renúncia de Károly Khuen-Héderváry e, quando o Partido Libertário teve que tomar uma posição sobre questões militares, Apponyi tornou-se membro do Comitê dos Nove, enviado para elaborar o novo programa militar do partido.
Apponyi estava inclinado à oposição: embora não tenha conseguido afirmar sua posição, ele permaneceu no Partido Libertário até que ficou claro que não poderia realizar suas exigências militares nesse partido. Sua intenção de sair foi amadurecida pelas reuniões paralelas decididas pela maioria, cujo objetivo era romper violentamente a obstrução. Assim, em 26 de novembro, ele deixou o partido, já tendo renunciado à presidência em 3 de novembro. Foi seguido por membros do antigo Partido Nacional, com os quais ele agora reformulou o Partido Nacional. Esse partido tinha 67 membros, mas era particularmente próximo do Partido da Independência na questão militar e concordava com o Partido da Independência na questão da revisão do regimento interno planejada por István Tisza, que alinhava a revisão do regimento interno com uma extensão substancial do direito de voto.

### Líder da oposição
Apponyi era agora o líder da oposição na luta contra a revisão da constituição e, em 18 de novembro de 1904, declarou, em nome de toda a oposição, que jamais reconheceria a validade da revisão imposta pela maioria. Essa declaração foi seguida, na mesma noite, pelo memorável voto de Dezső Perczel, presidente da Câmara dos Representantes, declarando subitamente, que a proposta de restrição das competências da oposição havia sido adotada e que a sessão estava suspensa. A luta continuou. Apponyi juntou-se à aliança dos partidos de oposição (oposição aliada) e o governo se esforçou para defender a lex Gábor Daniel (novas regras da casa). Seguiu-se o grande confronto final: em 13 de dezembro, a oposição venceu e destruiu a Câmara. István Tisza respondeu dissolvendo a Câmara, embora o orçamento do ano seguinte ainda não tivesse sido votado.
Apponyi, completamente desiludido com a política das 60 semanas, juntou-se ao Partido da Independência no final do ano. Ele liderou a campanha eleitoral de inverno de 1904/1905, que terminou com uma vitória retumbante da oposição (26 de janeiro de 1905). Assim, a oposição havia se tornado maioria, mas ainda não estava no governo. As tentativas de mediação com o rei foram infrutíferas. O governo de Géza Fejérváry chegou ao poder e a crise política interna foi concluída. Finalmente, em 23 de setembro, o rei convidou os líderes da oposição aliada, incluindo Apponyi, que era o líder da resistência nacional e que, para neutralizar os planos de József Kristóffy, Ministro do Interior, defendeu uma ampla extensão do sufrágio.
Em 8 de abril de 1906, o chamado pacto entre a Coroa e a oposição aliada foi finalmente firmado, descartando a questão militar, e Apponyi assumiu o ministério da cultura no Segundo Governo Wekerle, nomeado em 9 de abril sob a presidência de Sándor Wekerle. Seu partido, sozinho, conquistou a maioria absoluta (61,26%) no parlamento nas eleições de 11 de abril, que confirmaram isso, e com seus parceiros de coalizão conquistou quase 87% dos assentos.

### "Leis Apponyi"

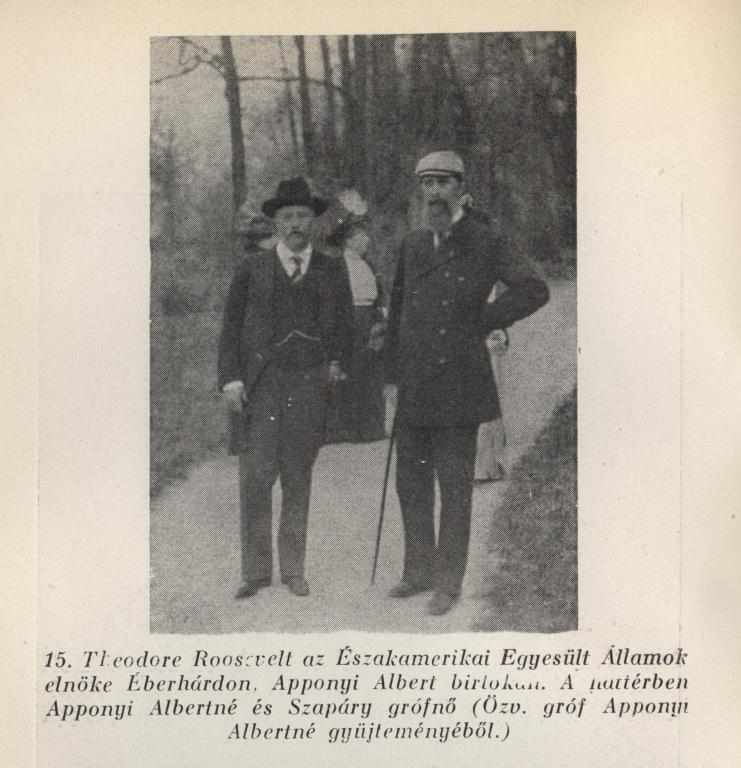
Presidente Roosevelt em visita ao conde Apponyi, Éberhard, 17 de abril de 1910

Como ministro da educação do governo liderado pelos conservadores de 1906 a 1910, ele elaborou as leis aprovadas em 1907, conhecidas como “leis Apponyi” ou Lex Apponyi, nas quais culminou o processo de magiarização, assimilação ou aculturação pelo qual cidadãos não húngaros que viviam no Reino da Hungria, então parte do Império Austro-Húngaro, deveriam adotar a identidade nacional e a língua húngara. No entanto, os incentivos começaram em 1879, até então o húngaro não havia sido prescrito ou mesmo ensinado de forma alguma. A leitura, a escrita e a contagem em escolas primárias selecionadas foram introduzidas em húngaro nos primeiros quatro anos de ensino. O governo húngaro alegou que todos os cidadãos deveriam conseguir entender, falar e escrever no idioma oficial em um nível básico, sendo uma necessidade que merecia apoio. Essas leis causaram várias formas de ressentimento por parte das minorias étnicas.
Por fim, a lei determinou o ensino do húngaro em todas as escolas sem educação húngara, independentemente de a língua materna dos alunos ser o húngaro ou não, ignorando as alegações dos pais de que a educação húngara poderia ser fornecida privadamente. Se o número de alunos com língua materna húngara atingisse 20% do número total de alunos em uma escola, o ensino de húngaro deveria ser oferecido. No entanto, se o número total de alunos cuja língua materna fosse o húngaro excedesse 50%, o idioma de toda a educação deveria ser alterado para o húngaro, com a ressalva de que a educação para alunos com língua materna não húngara ainda poderia ser oferecida.
Os professores tiveram um período de carência, de 3 a 4 anos, para aprender o idioma. As escolas que não puderam fornecer professores capazes de lidar com o idioma húngaro tiveram que ser fechadas. Aproximadamente 600 vilarejos romenos ficaram sem educação como resultado da lei.

### Líder do Partido Independência e '48
Ele agora estava liderando o Partido da Independência e '48 nas lutas de oposição, o que, considerando os recursos do governo na época, certamente não levou a cenas de tirar o fôlego na Câmara dos Deputados. Após a morte de Ferenc Kossuth em 1914, ele se tornou o presidente do partido. Na eclosão da Primeira Guerra Mundial, a oposição e o governo estavam em seu ponto mais alto. Apponyi foi novamente quem iniciou a reconciliação dos partidos, de modo que, ao romper as divisões, toda a opinião pública se uniria ao governo na luta que foi imposta ao país.
A Treuga Dei durou até 1916. Naquela época, a oposição, vendo os grandes erros que haviam sido cometidos na condução das relações exteriores e dos assuntos militares, exigiu que lhe fosse permitida maior influência na condução desses assuntos. O rei e o governo atenderam a essa exigência, e a oposição concedeu a Apponyi, Gyula Andrássy, o Jovem e István Rakovszky. No entanto, o então Ministro das Relações Exteriores, Barão Stephan Burián, foi tão desdenhoso com o comitê quando ele se apresentou em Viena que os três renunciaram aos seus mandatos em uma sessão aberta da Câmara dos Deputados.
A luta na Câmara dos Deputados agora girava em torno do direito de voto. Apponyi foi um dos primeiros a pedir uma extensão democrática do sufrágio após os grandes sacrifícios de sangue feitos pelo povo húngaro na guerra. István Tisza, o primeiro-ministro, recusou-se a ceder, mas quando o manuscrito de Carlos IV sobre o sufrágio apareceu em abril de 1917, a posição de Tisza foi abalada, e ele logo foi forçado a renunciar. Apponyi foi Ministro da Cultura no governo subsequente de Móric Esterházy e depois no terceiro governo de Sándor Wekerle, que durou dois anos durante a guerra.
| Escolas unilíngues | Húngaro | Não húngaro |
| ------------------ | ------- | ----------- |
| 1869               | 5818    | 6355        |
| 1880               | 7342    | 6052        |
| 1905               | 11664   | 3246        |

| Escolas multilíngues | Húngaro | Não húngaro |
| -------------------- | ------- | ----------- |
| 1869                 | 1455    | 1784        |
| 1880                 | 2287    | 2437        |
| 1905                 | 1598    | 1620        |

## Período entre guerras

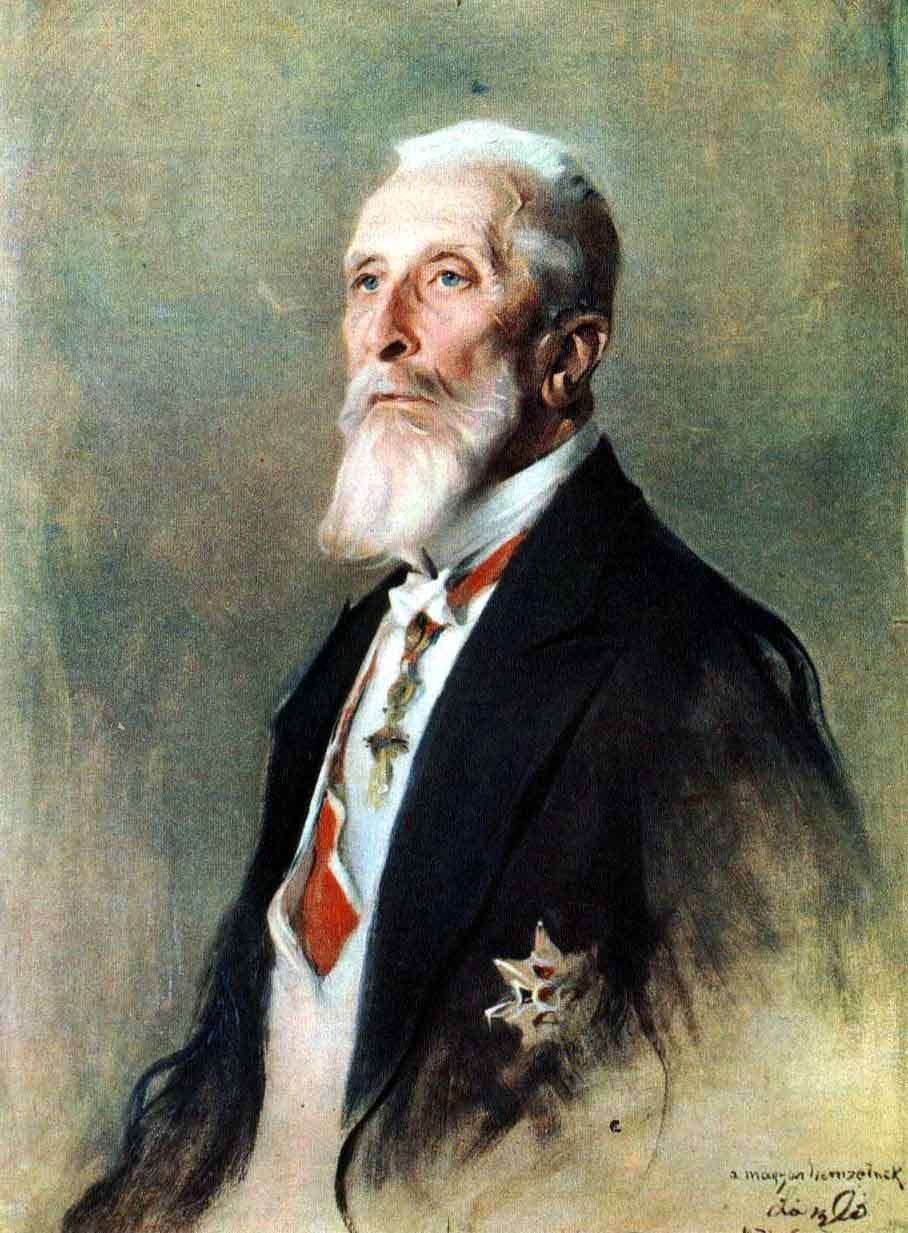
Albert Apponyi

### Governo de Károlyi e a República Soviética Húngara
Durante o regime de Mihály Károlyi, ele se retirou completamente da vida pública e, após a proclamação da República Soviética Húngara, foi forçado a fugir da Hungria. Os vermelhos não permitiram que ele deixasse a capital por trem: ele fugiu de carruagem e se escondeu por um tempo no condado de Fejér e em outras partes da região do Danúbio, até que finalmente conseguiu, com muita dificuldade, atravessar o Danúbio para sua propriedade em Éberhard. Ele viveu lá mesmo após o colapso do Partido Comunista e só voltou para casa em novembro de 1919, quando sua presença era indispensável nas negociações iniciadas por Sir George Clark, do Departamento Oriental do Ministério das Relações Exteriores britânico, o principal enviado da Entente em Budapeste. Perguntado sobre sua compreensão da tendência nacionalista cristã que prevalecia na época, ele respondeu que seu cristianismo não conhecia ódio sectário nem racismo, e que a perseguição não era uma política.
Ele havia participado intensamente das negociações para a formação de um governo de concentração e já parecia estar formando o novo governo, quando essa combinação foi frustrada no último momento pela oposição à unificação nacional-cristã. Em 18 de novembro, na última conferência interpartidária realizada sob a presidência de Clark, Károly Ereky, o Ministro da Alimentação Pública do governo István Friedrich, disse em nome desse partido que não apoiaria um governo Apponyi. “Finalmente uma palavra honesta!” — respondeu Apponyi e deixou a reunião.

### Conferência de Paz de Paris

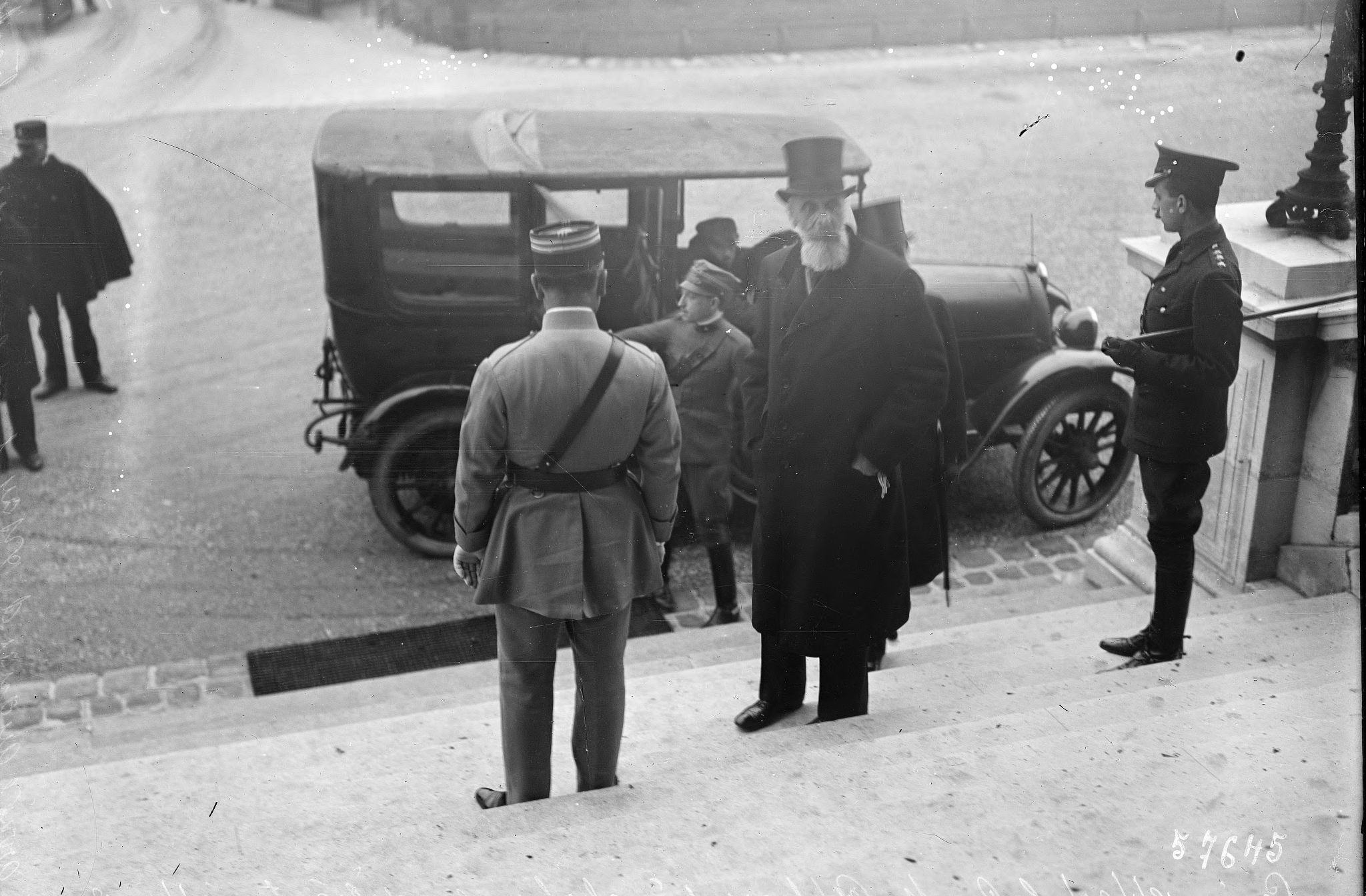
Albert Apponyi, de cartola, em frente do Quai d'Orsay, janeiro de 1920

Após a Primeira Guerra Mundial, o cargo público mais notável de Apponyi foi sua nomeação, no final de 1919, para liderar a delegação húngara na Conferência de Paz de Paris, a fim de apresentar o caso da Hungria às potências aliadas e associadas reunidas para determinar os termos do tratado de paz com a Hungria, que posteriormente ficou conhecido como Tratado de Trianon por ter sido assinado no Grande Salão do Palácio de Trianon.
Albert Apponyi em 16 de janeiro de 1920 − “No entanto, se a Hungria for colocada em uma posição em que deva escolher entre aceitar ou recusar essa paz, então, de fato, sua escolha está na pergunta: ela deve cometer suicídio simplesmente para escapar de uma morte natural?”

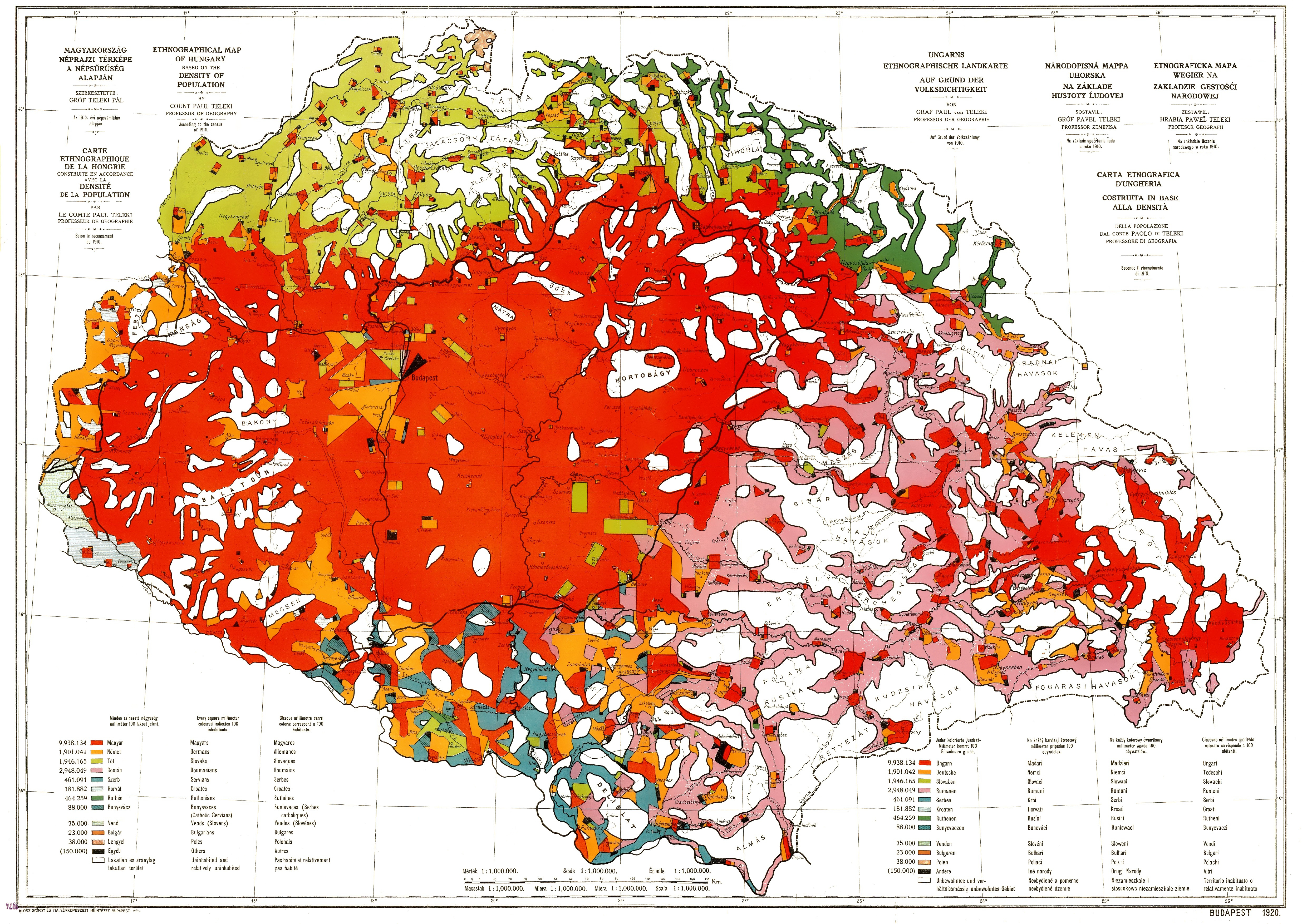
A Carte Rouge, um mapa usado por Apponyi em sua apresentação em 16 de janeiro de 1920

A missão de Apponyi culminou em um discurso para os negociadores no Quai d'Orsay em 16 de janeiro de 1920, que ele proferiu em francês, traduziu-se simultaneamente para o inglês e concluiu em italiano.
Apponyi tentou convencer os tomadores de decisão sobre a importância de referendos democráticos sobre as fronteiras em disputa:
“Em nome do grande princípio tão felizmente formulado pelo Presidente Woodrow Wilson, ou seja, que nenhum grupo de pessoas, nenhuma população, pode ser transferida de um Estado para o outro sem ser previamente consultada — como se fossem um rebanho de gado sem vontade própria — em nome desse grande princípio, um axioma do bom senso e da moral pública, solicitamos e exigimos um plebiscito nas partes da Hungria que estão agora a ponto de serem separadas de nós. Declaro que estamos dispostos a nos curvar à decisão de um plebiscito, seja ele qual for.”
Esse desempenho foi amplamente aclamado, mas acabou sendo infrutífero, pois os Aliados se recusaram a alterar os termos do tratado de paz ou até mesmo a discuti-los com a delegação húngara. Mesmo assim, a reputação de Apponyi na Hungria foi reforçada pelo episódio e ele esteve perto de ser escolhido como chefe de Estado provisório, cargo que, no entanto, foi para Miklós Horthy em 1 de março de 1920.
Após liderar a delegação húngara na Conferência de Paz de Paris, ele permaneceu ativo na política e na diplomacia, como membro da oposição no Parlamento, defensor legitimista dos Habsburgos como reis da Hungria e representante regular na Liga das Nações.

### A Era Horthy
Em maio de 1921, ele comemorou seu 75.º aniversário e, com ele, o 50.º aniversário de sua vida pública. Nesse dia de sua vida, ele foi objeto de uma comemoração transbordante. A Assembleia Nacional dedicou sua sessão de 27 de maio a ele, e nessa ocasião foram feitos dois discursos: um discurso de boas-vindas de István Rakovszky, então presidente da Assembleia, e as palavras de agradecimento de Apponyi. No dia seguinte, na Basílica de Santo Estêvão e no Vigadó de Peste, o governador Miklós Horthy, a capital, o exército e todo o público do país celebraram o “maior húngaro vivo”, que agradeceu a celebração inesperada e imprevista com simplicidade e modéstia. Na ocasião da celebração, a capital Budapeste o elegeu cidadão honorário e ergueu uma placa comemorativa na praça que levou seu nome — hoje, a Praça Ferenciek.
Algumas semanas depois, ele estava em Genebra, onde participou com muito sucesso da conferência da União da Liga das Nações, realizada no início de junho. Naquela ocasião, ele visitou o rei Carlos IV em Hertenstein, que o nomeou Cavaleiro da Ordem do Tosão de Ouro.

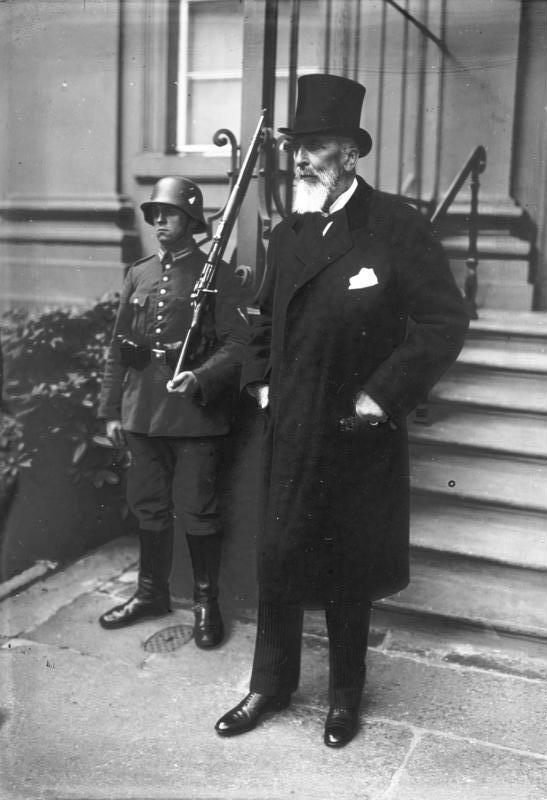
Albert Apponyi em uma visita a Berlim para se encontrar com o presidente Paul von Hindenburg, em 1928

A aparição de Carlos IV na Hungria em 20 de outubro foi inesperada para Apponyi, que não estava a par das intenções do rei. Ele só se encontrou com ele em 1 de novembro, em Tihany, para onde viajou com o conde Miklós Szécsen, ex-embaixador no Vaticano, com a permissão do governo. Essa reunião, em conjunto com a tragédia ocorrida no espaço de poucos dias, teve um efeito devastador sobre Apponyi, e na época falava-se nos círculos políticos que ele renunciaria ao seu mandato e se retiraria da vida pública devido ao impacto dos acontecimentos. Mas isso não aconteceu: pelo contrário, ele se opôs à proposta de destronamento com toda a sua energia e, em seu discurso na Assembleia Nacional em 3 de novembro, protestou veementemente contra a rendição do rei ao inimigo. No final de seu discurso, ele leu a declaração dos legitimistas de que a proposta de destronamento constituía uma ruptura com a antiga constituição e era legalmente inválida. Depois que a declaração foi lida, Apponyi deixou a sala com os deputados legitimistas.
Na última sessão da Assembleia Nacional, quando a Câmara estava em uma febre de sufrágio e a complicação parecia não ter solução, Apponyi propôs que a Assembleia Nacional enviasse uma nota ao governador declarando que, caso a lei eleitoral não fosse promulgada, novas eleições só poderiam ser realizadas com base na lei eleitoral de Friedrich. Em 16 de fevereiro, durante a última sessão da Assembleia Nacional, ele levou a petição e sua proposta ao governador, acompanhado pelo Barão József Szterényi e Tivadar Homonnay, que declarou perante os três que não cometeria nem toleraria nenhuma ilegalidade. A Assembleia Nacional foi dissolvida em 16 de fevereiro, e o Comitê de Defesa Constitucional da oposição, formado naquele dia, elegeu Apponyi como seu presidente. Ele participou da campanha eleitoral com um vigor incomum para sua idade, discursando em seis lugares em um único dia, todos com grande sucesso. Ele próprio foi reeleito por seu antigo e fiel distrito de Jászberény.
Foi o primeiro presidente da segunda Assembleia Nacional, mas não compareceu à cerimônia de abertura (7 de junho de 1922) devido às suas preocupações públicas. No início de seu mandato, ele assumiu uma posição muito reservada e raramente se manifestava. O motivo disso foi seu isolamento político e, como ele disse em um discurso em Jászberény, em 20 de outubro de 1921, o fato de não se identificar com o governo ou com a oposição, cujo direito de derrubar o governo ele disse que só poderia reconhecer se conseguisse assumir a responsabilidade por isso. Fez uma série de discursos chamativos na Assembleia Nacional, que, mesmo que suas opiniões não prevalecessem, sempre tinham um efeito profundo sobre os membros da Assembleia.
Sua posição a favor das propostas de Reconstrução, em 15 de abril de 1924, e seu importante discurso contra a revisão das regras da Câmara, em 3 de dezembro do mesmo ano, são memoráveis. Nesse último discurso, ele declarou que a maioria não poderia ser reconhecida como representante da vontade nacional enquanto as eleições fossem baseadas no princípio do voto público. Também no debate sobre a lei eleitoral (24 de maio de 1925), ele argumentou, entre outras coisas, que “ou aceitamos o voto secreto, ou não queremos que a verdadeira vontade do eleitorado seja expressa”, e argumentou ver um grande e desanimador declínio nas classes médias em comparação com o espírito da era pré-1948. Ele também fez um discurso importante (18 de março de 1926) sobre a controvérsia de Francisco Franco. Esse discurso foi um exemplo quase clássico da objetividade tão exigida dos oponentes políticos. Ele afirmou que a Câmara não poderia decidir sobre a questão da responsabilidade política até que o tribunal tivesse dado seu veredicto no julgamento dos falsificadores. Sua posição sobre a lei constitucional foi mais bem expressa em seu discurso no debate sobre o projeto de lei da Câmara Alta.
Suas declarações políticas internas fora da Assembleia Nacional giravam principalmente em torno da questão da pessoa do rei. Desde o início, ele era da opinião de que “não há necessidade de um rei, porque a Hungria tem um rei legítimo que está impedido de ser coroado por força maior”. Declarou em várias ocasiões, inclusive em Körmend, em 21 de junho de 1925, que o princípio da continuidade da lei é expresso, em primeiro lugar, na adesão ao reino legítimo, ou seja, no culto à antiga constituição, da qual a lealdade ao rei é parte integrante de nossas tradições históricas e da consciência jurídica viva, e que a restauração do reino legítimo é a melhor, e talvez a única, chance para a democracia húngara.
Em outra ocasião (Székesfehérvár, 6 de junho de 1926), ele enfatizou que os legitimistas não estavam planejando nenhuma ação para tornar seus princípios uma realidade; o momento para isso só chegaria quando fosse possível sem colocar em risco os interesses existenciais da nação. Ele fez outra declaração importante sobre a questão do rei, após a abertura da Assembleia Nacional em 1927. Ele então delineou a relação da legitimidade com a realeza nacional, dizendo que os defensores da realeza legítima estavam na posição pública estabelecida na antiga proclamação do falecido Rei Carlos. Nessa proclamação, dirigida à nação após a primeira tentativa do rei de retornar ao poder, foram feitas as seguintes declarações básicas: “as disposições da Pragmática Sanção de 1713 relativas à posse comum e à defesa mútua foram tornadas nulas e sem efeito e, portanto, o rei nunca usará o poder militar e financeiro da Hungria para fazer valer suas reivindicações sobre outros países; se a providência divina ordenar que ele governe outros países, essa circunstância nunca afetará em nada a independência da Hungria como Estado, seja do ponto de vista militar ou da política externa”.
Durante os cinco anos da Segunda Assembleia Nacional e nos anos seguintes, o foco das atividades de Apponyi foi a política externa. Em várias ocasiões, ele representou a Hungria e o governo perante a Liga das Nações e fez uma grande contribuição para melhorar a imagem da Hungria.

## Liga das Nações

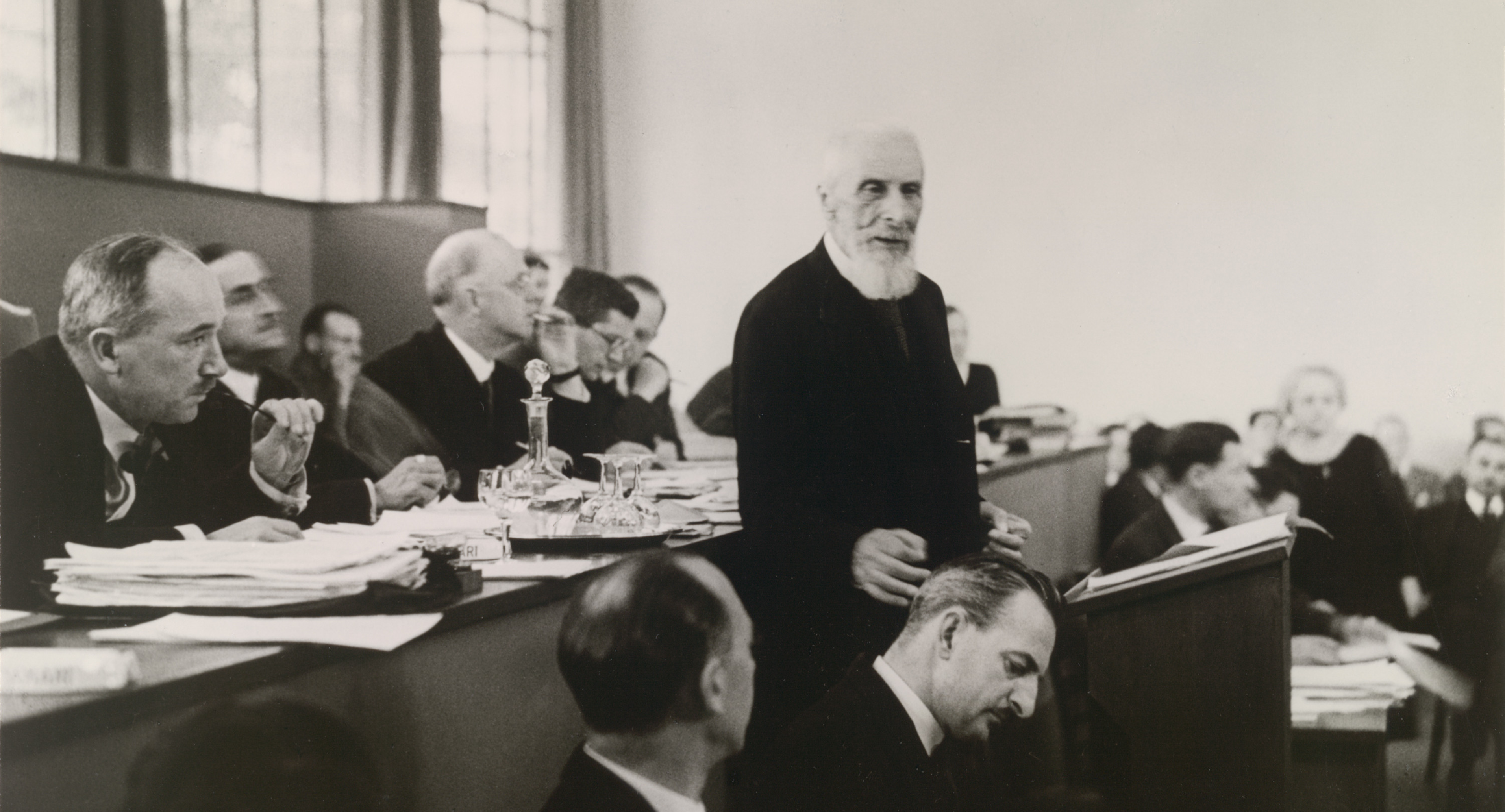
Apponyi em Genebra

Em julho de 1923, a questão dos antigos proprietários de terras húngaros na Transilvânia estava na pauta do Conselho da Liga das Nações. A Romênia, sob o pretexto da “reforma agrária” da Transilvânia, expropriou as terras dos proprietários de terras da Transilvânia que haviam se mudado para a Hungria sem nenhuma compensação, e o governo húngaro protestou contra isso junto à Liga das Nações. Em nome do governo, Apponyi apresentou a posição húngara em uma exposição e propôs que a questão fosse encaminhada ao Tribunal Internacional em Haia. O Conselho, no entanto, adiou a resolução da questão e o problema sério e complicado que ela suscitava. A questão, que a partir de então ficou conhecida como “Optánsperper” na opinião pública nacional e mundial, mais tarde, especialmente a partir de 1927, deu origem a grandes complicações.
No outono de 1924, Apponyi foi o chefe da delegação húngara na Assembleia Geral da Liga das Nações. Na reunião de 9 de setembro, ele fez um discurso sobre o problema das minorias e a questão do desarmamento. Enfatizou que a Liga das Nações estava lidando com a questão das minorias de maneira insatisfatória, e prosseguiu dizendo que era exatamente por isso que as minorias deveriam ter o direito de apresentar suas queixas diretamente ao Conselho, que deveria ser obrigado a encaminhar todos os casos ao Tribunal Internacional. Sobre a questão do desarmamento, ele disse que o desarmamento geral era um pré-requisito para o desarmamento dos Estados vencidos e que uma Hungria totalmente desarmada tinha o direito de exigir o cumprimento dessa condição.
Ele fez um discurso na Assembleia Geral da Liga das Nações no outono de 1925, durante a negociação do Pacto de Segurança. Em sua introdução, relembrou os grandes méritos do Alto Comissário da Liga das Nações, Smith, no campo da reconstrução húngara e, em seguida, pronunciou a frase que se tornou um chavão: assim como o soldado desconhecido, o contribuinte húngaro desconhecido, por seu sacrifício heroico, ganhou o reconhecimento da Liga das Nações. Em seguida, ele apresentou sua moção sobre a questão das minorias, cujo conteúdo essencial era que as queixas das minorias em questões eclesiásticas e escolares deveriam ser ouvidas compulsoriamente e conforme as regras do procedimento contraditório, que a opinião de especialistas do Tribunal Internacional deveria ser obtida em todos esses casos e que a autonomia do aglomerado de minorias que vivem em um único lugar deveria ser alcançada.
Por fim, ele propôs que a Liga das Nações iniciasse imediatamente os preparativos para uma conferência geral de desarmamento. O discurso de Apponyi teve um impacto extraordinário. Houve uma clara percepção entre os membros da Conferência e a imprensa internacional presente de que o discurso de Apponyi foi um dos eventos mais significativos da sessão, mas sua moção não foi adotada pelo subcomitê relevante ao qual foi encaminhada para consideração.
Representar a Hungria na Liga das Nações não foi, de forma alguma, o fim das atividades de política externa de Apponyi durante esse período. No exterior, ele era conhecido como o estadista representante da Hungria e um dos maiores oradores do mundo, tão eloquente em inglês, francês, italiano e alemão quanto em húngaro. Foi o principal orador do grupo húngaro nas conferências da União Interparlamentar e representou seu país em muitas questões importantes com muito sucesso. Ele também escreveu extensivamente em revistas e jornais estrangeiros no passado, explicando a posição especial da Hungria na monarquia, argumentando e promovendo seus direitos e aspirações.
Além disso, foi particularmente bem-sucedido nos Estados Unidos: seus discursos lá evocaram a memória de Lajos Kossuth na opinião pública americana. No outono de 1923, viajou para os Estados Unidos a convite de universidades americanas; partiu em 19 de setembro e retornou em 10 de dezembro. Naquela época, vários estadistas, professores, homens de negócios e industriais americanos tentaram manter os Estados Unidos interessados na Europa e lembrá-los de sua responsabilidade pelo destino da humanidade. Por esse motivo, também foi considerado necessário conscientizar o público americano sobre a situação na Europa Central, e Apponyi foi convidado a dar palestras sobre esse assunto. Falou em Nova Iorque, Chicago e em muitas outras cidades dos Estados Unidos e do Canadá. Deu palestras sobre o problema da Europa Central, mas também apresentou a questão húngara com muita força, com a força persuasiva da verdade que representava, deixando uma profunda impressão na opinião pública com suas palestras envolventes. Sua viagem foi um verdadeiro triunfo. Com essa viagem, assim como com muitas outras, ele contribuiu muito para melhorar a opinião do mundo sobre a Hungria.
Na ocasião de seu octogésimo aniversário, a Assembleia Nacional quis lhe dar uma grande comemoração, mas ele recusou com agradecimentos. Mesmo assim, o país o presenteou com milhares de testemunhos de amor, afeto e gratidão. Seus admiradores americanos o presentearam com uma medalha de ouro, e os próprios Estados Unidos o cumprimentaram por telegrama. Ele passou seu aniversário em Gencsapáti, onde, depois que os tchecos expropriaram sua propriedade ancestral em Eberhard, ele fundou uma nova propriedade familiar.
Apponyi, no entanto, não podia descansar na nona década de sua vida: uma nova e grande tarefa o aguardava, e ele a assumiu com grande entusiasmo. Durante três anos, ele representou a Hungria perante a Liga das Nações no caso dos optantes, que há muito tempo era uma questão de opinião pública mundial e nacional. De 19 de setembro de 1927, quando a questão foi levada à Liga das Nações, até o início de 1930, quando iniciou a Conferência de Haia, que finalmente decidiu a questão, essa questão formou a espinha dorsal de seu trabalho de política externa. Foi uma batalha quase ininterrupta contra as táticas da Liga das Nações, a parcialidade de Neville Chamberlain, a ideologia dos vencedores e os métodos balcânicos de Nicolae Titulescu, na qual ele usou brilhantemente sua formação e perspicácia jurídicas, que haviam sido pouco evidentes em sua carreira, e seu talento diplomático, que em mais de uma ocasião salvou situações que pareciam perdidas. Se István Bethlen conseguiu alcançar resultados muitas vezes criticados, mas ainda assim satisfatórios, em Haia e em Paris sobre essa questão, isso se deveu na maioria às próprias realizações. Essa luta pela lei e pela justiça foi apreciada de forma mais eloquente pelos advogados húngaros quando, em 29 de novembro de 1929, Apponyi, “o grande advogado da nação”, foi eleito membro da Ordem dos Advogados de Budapeste com grande cerimônia.
Ele também continuou a lutar pela Hungria como delegado-chefe do governo húngaro em Genebra. Seus dois discursos na Assembleia da Liga das Nações nessa época são particularmente marcantes. Um deles foi proferido em 10 de setembro de 1929, quando, apontando o absurdo e a insustentabilidade do Tratado de Trianon e citando a experiência de toda uma vida, advertiu as potências mundiais de que “nada é eterno no mundo político”, e o outro em 20 de setembro de 1930, apresentando novas perspectivas e argumentos em defesa das minorias nacionais.
Além disso, na Assembleia Geral da Liga das Nações de 1930, ele foi honrado com a eleição de sua esposa como presidente do Comitê Social. Isso causou sensação em todo o mundo na época, ao ser a primeira vez que a Assembleia Geral elegeu uma mulher como delegada para a presidência de um comitê. O prestígio e a popularidade de Apponyi na política internacional agora rivalizavam com os dos maiores e mais conhecidos estadistas estrangeiros. O grande respeito que ele e, por meio dele, a Hungria tinha pela Liga das Nações é demonstrado pelo fato de que, quando a União da Liga das Nações realizou sua Assembleia Geral em Budapeste, em maio de 1931, a sessão de abertura do Congresso, em 26 de maio, por ocasião do seu aniversário de 85 anos, foi dedicada quase que inteiramente à sua comemoração.
Em suas viagens ao exterior, ele era sempre e em todos os lugares recebido com o respeito que lhe era devido, mesmo em círculos oficiais, e nessas ocasiões, muitas vezes, prestava serviços valiosos ao seu país, como em 5 de outubro de 1929, quando deu uma palestra sobre a situação da Hungria na Academia Diplomática de Paris, e em maio de 1931, quando proferiu uma palestra de grande sucesso sobre a situação da Hungria em Viena. Os relatórios de suas viagens foram publicados no Budapest Hírlap, no Pester Lloyd e em vários jornais estrangeiros importantes.
Por ocasião de seu 85.º aniversário, políticos estrangeiros o cumprimentaram em Haia, incluindo Harold Harmsworth, o chanceler austríaco, Otto Ender, o ministro das Relações Exteriores britânico, Nevile Henderson, o ministro das Relações Exteriores italiano, Dino Grandi e o ministro das Relações Exteriores alemão, Julius Curtius.
Na Câmara dos Deputados, eleita no verão de 1931, ele naturalmente assumiu seu lugar novamente com um mandato de Jászberény. Dessa vez, a cidade de Jászberény, que ele havia representado na Câmara por 50 anos consecutivos, presenteou-o com uma carta de credenciais gravada em ouro.

## Morte e legado
Albert Apponyi faleceu em 7 de fevereiro de 1933 em Genebra, na Suíça, onde havia chegado para discursar na reabertura da Conferência Mundial de Desarmamento. Por ordem do Conselho Federal Suíço, seu caixão foi levado para a igreja de São José e de lá para a Basílica de Nossa Senhora, em Genebra. Delegados da Liga das Nações estavam presentes no funeral. Em nome da Suíça, o ex-presidente da República, Giuseppe Motta, prestou suas últimas homenagens. Sua estatura entre os sobreviventes da monarquia austro-húngara era tão grande que Otto von Habsburg fez uma curta viagem da Bélgica a Genebra com o único propósito de depositar uma coroa de flores em seu túmulo. O caixão foi então levado para a estação ferroviária, de onde chegou a Budapeste na manhã de sábado.
Após a transferência para Budapeste, seu corpo foi deixado em estado de velório sob a cúpula do Edifício do Parlamento Húngaro e, em seguida, após um ato especial do parlamento, foi enterrado em 14 de fevereiro de 1933 na cripta da igreja de Matias, a igreja onde ele costumava ir e orar todas as manhãs antes do café da manhã, enquanto morava nas proximidades da colina do Castelo de Buda desde 1902.
Às cinco horas da tarde, o Parlamento realizou uma sessão de luto. O serviço fúnebre foi conduzido pelo Primaz da Hungria, Jusztinián György Serédi.
O funeral de Estado contou com a presença do Regente Miklós Horthy, do Primeiro Ministro Gyula Gömbös e do Arcebispo Serédi. Uma coroa de louros de quatro metros de diâmetro foi enviada por Benito Mussolini, que Apponyi havia conhecido e admirado, e o quase lendário “Chifre de Lehel” foi trazido de seu distrito eleitoral em Jászberény, onde foi (e ainda é) mantido no museu local. Em 1938, no entanto, após a Primeira Arbitragem de Viena, seu antigo domínio em Éberhárd tornou-se parte da Hungria novamente, e seus restos mortais foram enterrados novamente na capela da família.
A morte de Apponyi foi amplamente lamentada pela imprensa mundial. A imprensa da Europa e de outros continentes cobriu a morte de Albert Apponyi em detalhes:
- Il Popolo d'Italia e outros jornais italianos,
- The Manchester Guardian escreveu um editorial sobre a morte do estadista húngaro,
- Daily Mail, que descreveu o falecido como o maior estadista de nosso tempo,
- The Times prestou um tributo muito caloroso a Apponyi,
- The Daily Telegraph descreve como Apponyi lutou na guerra, mas não conseguiu decidir com quem ficar na batalha entre as ambições alemãs e eslavas, e acabou escolhendo os alemães, e, por isso, os eslavos confiscaram a maioria  de suas terras,
- Segundo o Morning Post, Apponyi foi o ativista mais popular contra os tratados de paz,
- Deutsche Allgemeine Zeitung o coloca ao lado de Stresemann e Briand em termos de grandeza,
- Prager Tagblatt diz que Albert Apponyi foi um monumento humano,
- Os jornais americanos, suíços e franceses, Le Petit Parisien e Le Figaro, também escreveram sobre Apponyi com profunda simpatia.

Na mídia americana e britânica, ele era frequentemente chamado de “O Grande Velho da Europa Central”. Na Hungria, ele foi chamado de “O maior húngaro vivo”. Sua memória, no entanto, é menos positiva na Eslováquia e na Romênia, onde seu nome é associado às “leis Apponyi” e à magiarização.
Entre 1911 e 1932, ele foi indicado cinco vezes para o Prêmio Nobel da Paz por universidades, cientistas e grupos políticos húngaros, mas nunca foi laureado.
Foi objeto de comemoração nacional por ocasião de seu 75.º aniversário em maio de 1921, quando foi nomeado cidadão honorário por várias cidades húngaras. Foi também quando a praça Ferenciek, um importante cruzamento em Budapeste, foi renomeado praça Apponyi em sua homenagem. (Ela foi rebatizada de praça Felszabadulás, que significa praça da Libertação, pelas autoridades comunistas em 1953). Muitas cidades húngaras ainda têm uma rua Apponyi ou uma praça Apponyi em sua memória. Há também uma rua Apponyi em Fairfield, Connecticut, uma cidade que abrigou muitos imigrantes húngaros no início do século XX.
Um busto de Albert Apponyi feito pelo escultor Géza Maróti foi dedicado em 1939 em Jászberény, a sede de seu distrito eleitoral parlamentar por muitas décadas. Presume-se que tenha sido destruído durante a era comunista. Um novo busto, do escultor local György Máté, foi dedicado em 1996.
Uma coleção de Porcelana Herend recebeu o nome de Albert Apponyi, que teria encomendado o design da coleção sob medida.
Uma placa na casa da colina do Castelo de Buda que Apponyi habitou de 1901 ou 1902 até sua morte, Werbőczy (agora Táncsics Mihály), rua 17, homenageia sua memória e a de seu filho György, um político liberal preso pela Gestapo e brevemente deportado para Mauthausen em março de 1944 por sua oposição à perseguição dos judeus húngaros.

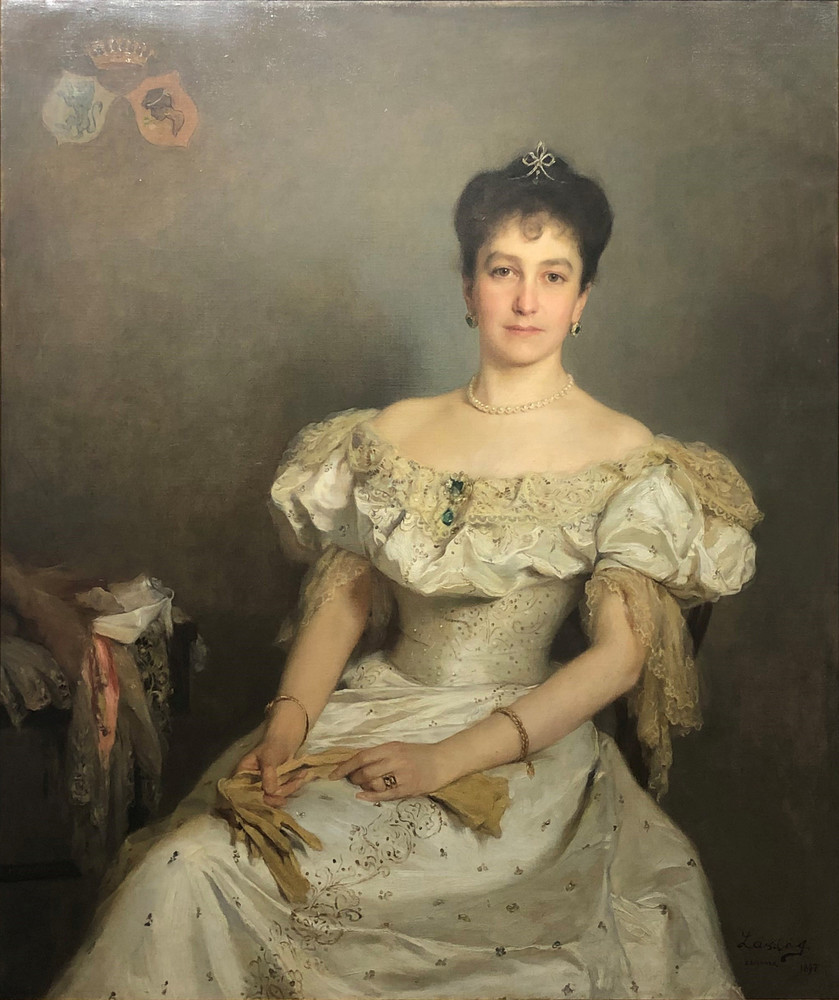
Retrato de sua esposa, Clotilde Apponyi, por Philip de László, 1897

## Casamento e família
O conde Albert Apponyi casou-se com a ativista dos direitos das mulheres, a condessa Clotilde von Mensdorff-Pouilly, em Viena, em 1 de março de 1897.
Seus filhos:
- Conde György II Alexander Apponyi (Éberhárd, 30 de junho de 1898 — Saarbrücken, Alemanha Ocidental, 7 de agosto de 1970), político, membro do Parlamento e jornalista.
- Mária Alexandrina (Éberhárd, 29 de maio de 1899 — Salzburgo, 3 de julho de 1967); casamento: Budapeste, 29 de junho de 1933 com o príncipe Karl de Rohan (9 de janeiro de 1898 — 17 de março de 1975)
- Julianna (Budapeste, 9 de novembro de 1903 — Paris, 17 de janeiro de 1994); primeiro marido: (1924, divorciada: 1934) conde Ferenc Pálffy (30 de agosto de 1898); segundo marido: (1943, divorciada: 1947) Elemér Klobusiczky (Debrecen, 20 de agosto de 1899 — Budapeste, 25 de fevereiro de 1986)

## Obras (selecionadas)
Em 1931, ele começou a trabalhar em uma coleção de ensaios publicada em 1935, após sua morte, como As memórias do Conde Apponyi. Nesses ensaios, entre outros temas, ele descreve seus encontros com Franz Liszt e Richard Wagner, suas audiências com os papas Pio IX e Pio XI, bem como com Benito Mussolini, suas impressões sobre o Egito e a América e seu papel durante a sequência de 1920 que levou ao Tratado de Trianon. Um de seus primeiros livros foi intitulado Estética e Política, o Artista e o Estadista.
- 1889: Parlamentarismusunk veszedelme, őszinte szó Apponyi Albert Grófról. Budapest
- 1895: Aesthetika és politika, művész és államférfiu (Esthetics and Politics, the Artist and the Statesmen), Budapest
- 1896: Apponyi Albert gróf beszédei. 2 vols. Budapest
- 1908: A Brief Sketch of the Hungarian Constitution and of the Relations between Austria and Hungary. Budapest
- 1909: Hungary of to-day. London
- 1911: Lectures on the Peace Problem and on the Constitutional Growth of Hungary: lectures. Budapest: St. Stephen's Printing Press
- 1912: Magyar közjog osztrák világitásban. Budapest
- 1915: Austria-Hungary and the War, New York: Austro-Hungarian Consulate-general. Co-authors: Albert Apponyi, Ladislaus Hengelmüller von Hengervár, Konstantin Theodor Dumba, Alexander Nuber von Pereked
- 1919: The american peace and Hungary. Budapest
- 1921: Hungarian foreign policy. London, New York, Budapest
- 1922: Ötven év, ifjukorom--huszonöt év az ellenzéken. Budapest: Pantheon irodalmi intézet r.-t
- 1922: Emlékirataim. Ötven év Apponyi Albert gróf. Második, átnézett kiadás. 2 vols. Budapest, 1922, 1934.
- 1925: Gróf Apponyi Albert hét előadása a magyar alkotmány fejlődéséről. Budapest
- 1928: Justice for Hungary: review and criticism of the effect of the Treaty of Trianon. 376 p. London: Longmans, Green (one of several contributors)
- 1935 (posthumous): The Memoirs of Count Albert Apponyi. The MacMillan Company, New York.

## Ancestrais
| Conde Albert György Apponyi de Nagy-Appony | Pai: Conde György Apponyi de Nagy-Appony                | Avô paterno: Conde György Apponyi de Nagy-Appony     | Bisavô paterno: Conde Antal György Apponyi de Nagy-Appony                |
| Conde Albert György Apponyi de Nagy-Appony | Pai: Conde György Apponyi de Nagy-Appony                | Avô paterno: Conde György Apponyi de Nagy-Appony     | Bisavó paterna: Condessa Maria Karolina von Lodron-Laterano-Castelromano |
| Conde Albert György Apponyi de Nagy-Appony | Pai: Conde György Apponyi de Nagy-Appony                | Avó paterna: Condessa Anna Zichy de Zich et Vásonkeö | Bisavô paterno: Conde Ferencz Zichy de Zich et Vásonkeö                  |
| Conde Albert György Apponyi de Nagy-Appony | Pai: Conde György Apponyi de Nagy-Appony                | Avó paterna: Condessa Anna Zichy de Zich et Vásonkeö | Bisavó paterna: Condessa Maria Anna Kolowrat-Krakowsky                   |
| Conde Albert György Apponyi de Nagy-Appony | Mãe: Condessa Juliánna Sztáray de Nagy-Mihály et Sztára | Avô materno: Albert Sztáray de Nagy-Mihály et Sztára | Bisavô materno: Mihály Sztáray de Nagy-Mihály et Sztára                  |
| Conde Albert György Apponyi de Nagy-Appony | Mãe: Condessa Juliánna Sztáray de Nagy-Mihály et Sztára | Avô materno: Albert Sztáray de Nagy-Mihály et Sztára | Bisavó materna: Mária Anna Eleonora Eszterházy de Galántha               |
| Conde Albert György Apponyi de Nagy-Appony | Mãe: Condessa Juliánna Sztáray de Nagy-Mihály et Sztára | Avó materna: Franziska Károlyi de Nagykároly         | Bisavô materno: József Károlyi de Nagykároly                             |
| Conde Albert György Apponyi de Nagy-Appony | Mãe: Condessa Juliánna Sztáray de Nagy-Mihály et Sztára | Avó materna: Franziska Károlyi de Nagykároly         | Bisavó materna: Maria Elisabeth Johanna von Waldstein-Wartenberg         |